# Pierre Magne de la Croix
Pierre Magne de la Croix est un pasteur protestant français. Il est président du conseil synodal de l’Église protestante réformée d'Alsace et de Lorraine depuis septembre 2022.

## Biographie
Pierre Magne de la Croix passe son enfance à Thann (Haut-Rhin) et à Aix-en-Provence(Bouches-du-Rhône). Il étudie la théologie protestante à la faculté de théologie protestante de Paris puis à celle de Montpellier. Il poursuit sa formation à l'École biblique et archéologique française de Jérusalem puis à l'université de Heidelberg. Il est pasteur de l'Église réformée de France à Nancy (1991-1995), et Castres (1997-2005), puis de l'Église évangélique luthérienne de France à Montbéliard (2005-2007). Il est ensuite pasteur de l'Église réformée du Bouclier à Strasbourg de 2007 à 2022.
Il est élu président du conseil synodal de l'Église protestante réformée d'Alsace et de Lorraine lors du synode électif du 24 septembre 2022,,,,. Il est marié à Petra Magne de la Croix, pasteure de l'Église Sainte-Aurélie de Strasbourg depuis 2012.